# David Nainkin
David Nainkin (Durban, 20 settembre 1970) è un allenatore di tennis ed ex tennista sudafricano.

## Carriera
In carriera ha raggiunto in singolare la 132ª posizione della classifica ATP, mentre in doppio ha raggiunto il 138º posto. Nei tornei del Grande Slam ha ottenuto il suo miglior risultato raggiungendo il terzo turno nel singolare agli US Open nel 1998.
In Coppa Davis ha giocato un totale di 3 partite, collezionando una vittoria e 2 sconfitte.